# ビッグ・リーグ・チュー

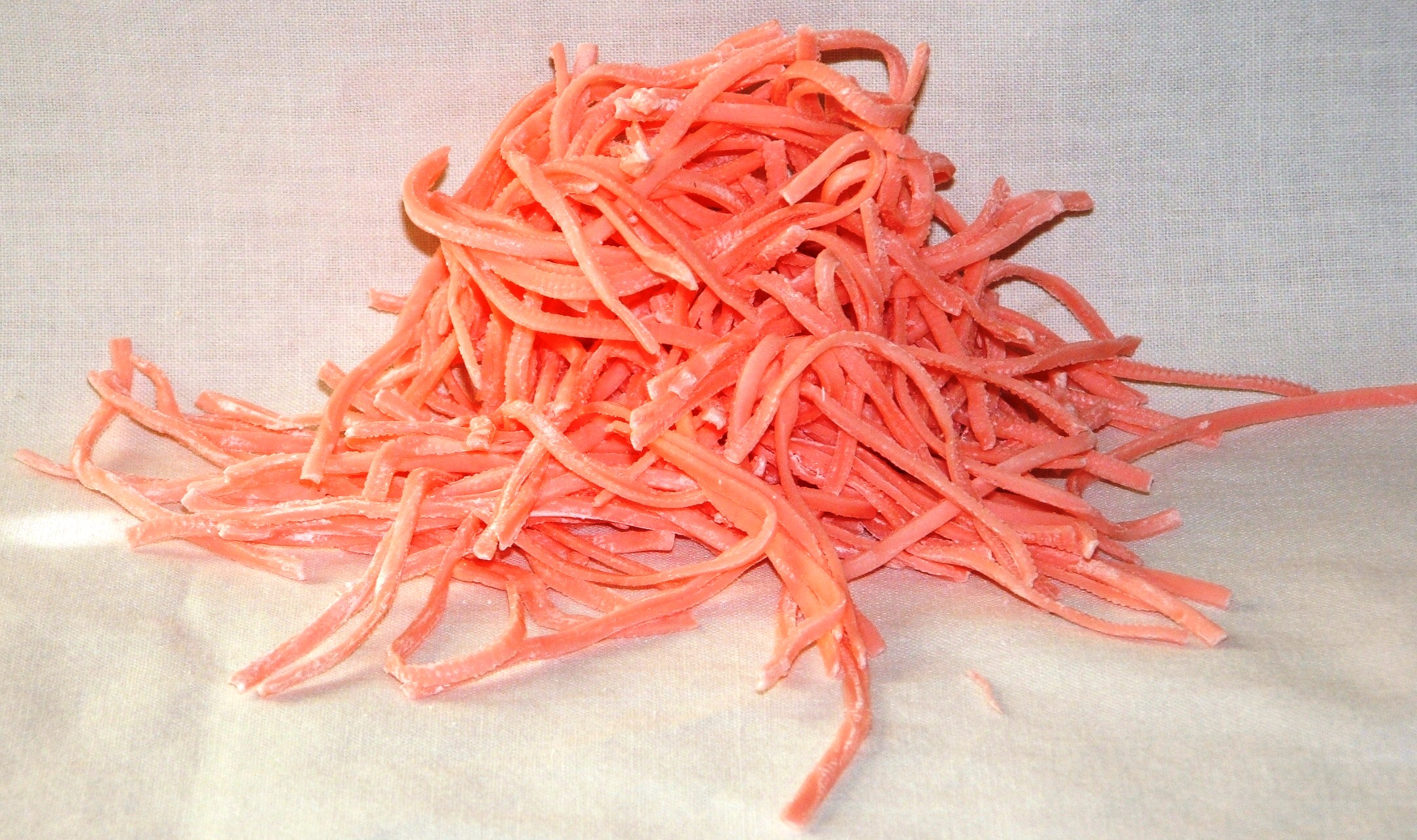
ビッグ・リーグ・チュー

ビッグ・リーグ・チュー (Big League Chew) は、細長く切り刻まれた風船ガム (bubble gum) がアルミホイルの包装に入っているチューインガムのブランド。このガムを創り出したのは、ポートランド・マーベリックス (Portland Mavericks) の左腕投手ロブ・ネルソンで、これを（長くシカゴ・カブスの所有者でもあった）リグレー社に紹介し、1970年代には野球選手たちの間で一般的な習慣となっていた不健康な噛みタバコに代わるものだと売り込んだのは、元ニューヨーク・ヤンキースのスター選手で、マーベリックスでネルソンと同僚だったジム・バウトンであった。1980年の発売以来、ビッグ・リーグ・チューは5億包以上が販売されたという。
1980年5月、最初に発売された時、ビッグ・リーグ・チューは、既存のブランドの風船ガムと同じように、伝統的なピンク色をしていた。ビル・メイヤー (Bill Mayer) がデザインした漫画入りの包装は、ネオンのような緑色や明るい紫色など鮮やかな色を使っていた。包装パッケージは、右バッターや左ピッチャー、捕手など描いた漫画風のイラスト入りが基本だが、有名選手の写真を入れたものが作られる場合もあり、さらに自分の写真などをいれた特注品を注文することもできる。
NBAで活躍するプロ・バスケットボール選手レブロン・ジェームズは、自分の似顔絵をパッケージに入れる契約をバブリシャスと交わすまではビッグ・リーグ・チューの熱心なファンだったと言われている。
2008年に、ビッグ・リーグ・チューの販売をしていたリグレー社がマース社に買収された際、ネルソンはビッグ・リーグ・チューの権利を買い戻し、新たにニューヨーク州アクロン (Akron) のフォード・ガム (Ford Gum & Machine Company) を通してビッグ・リーグ・チューを製造・販売することとした。リグレー社が製造・販売していた時期の最後の頃には、ビッグ・リーグ・チューはメキシコで生産されていたが、フォード・ガムに移ってからは、製造はニューヨーク州で行われている。
1980年代の発売当初から、現在まで使われているスローガンは、「You're in the big leagues when you're into Big League Chew!（ビッグ・リーグ・チューで、君も大リーガー！）」である。